# Stratford (Iowa)
Stratford es una ciudad ubicada en el condado de Hamilton en el estado estadounidense de Iowa. En el Censo de 2010 tenía una población de 743 habitantes y una densidad poblacional de 150,04 personas por km².

## Geografía
Stratford se encuentra ubicada en las coordenadas 42°16′9″N 93°55′38″O / 42.26917, -93.92722. Según la Oficina del Censo de los Estados Unidos, Stratford tiene una superficie total de 4.95 km², de la cual 4.95 km² corresponden a tierra firme y (0%) 0 km² es agua.

## Demografía
Según el censo de 2010, había 743 personas residiendo en Stratford. La densidad de población era de 150,04 hab./km². De los 743 habitantes, Stratford estaba compuesto por el 99.19% blancos, el 0% eran afroamericanos, el 0% eran amerindios, el 0% eran asiáticos, el 0% eran isleños del Pacífico, el 0% eran de otras razas y el 0.81% pertenecían a dos o más razas. Del total de la población el 1.35% eran hispanos o latinos de cualquier raza.